# Ievgueni Ivanovitch Alekseïev
Pour les articles homonymes, voir Alekseïev.
Ievgueni Ivanovitch Alekseïev (en russe : Евгений Иванович Алексеев) , né le 13 mai 1843 à Saint-Pétersbourg, mort le 27 mai 1917 à Yalta, est un amiral, homme politique russe, chef militaire de la flotte impériale de Russie, commandant en chef des forces impériales pendant la Guerre russo-japonaise, vice-roi d'Extrême-Orient (1903-1904), adjudant-général et membre du Conseil d'État (1905). Il participa à grand nombre d'expéditions en mer et effectua trois tours du monde (1863-1867), (1880-1883), (1886).

## Famille
Fils illégitime d'Alexandre II de Russie, il fut élevé dans la famille du lieutenant Ivan Maximovitch Alexeïev (1796-1849).

## Biographie

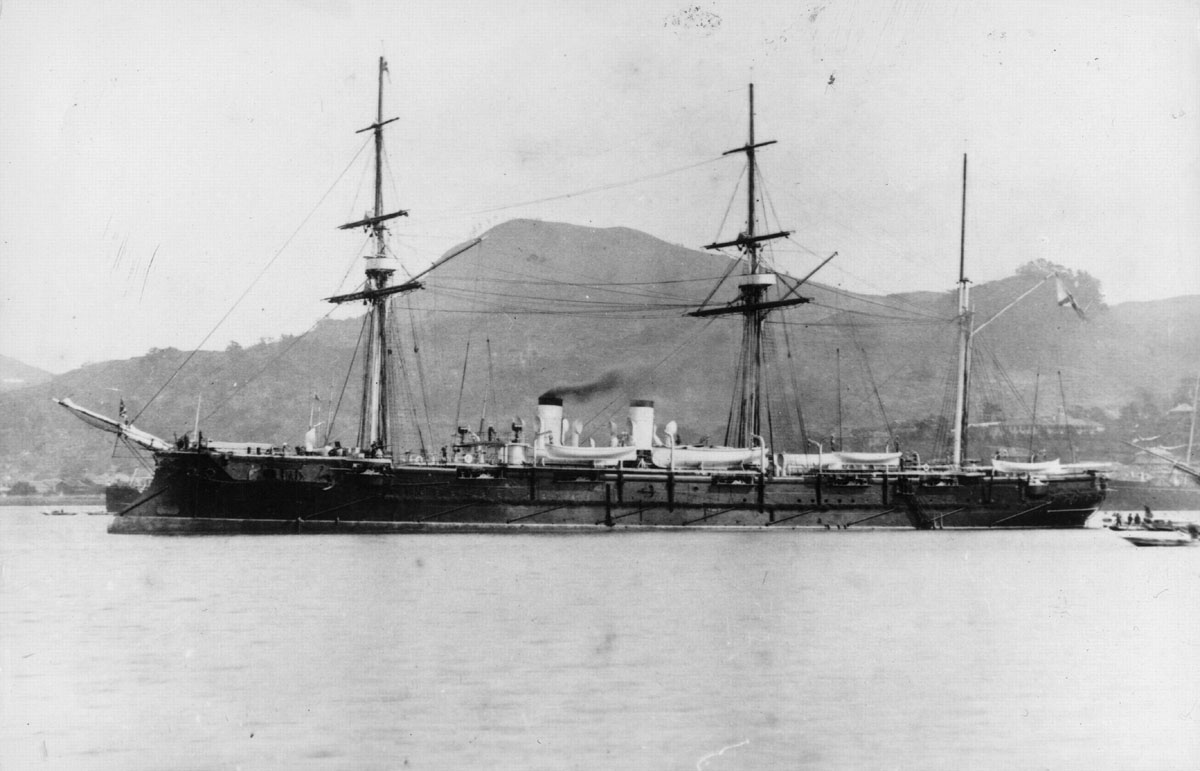
Le croiseur Amiral Kornilov

Evgueni Ivanovitch Alexeïev entra à l'École du Corps naval des Cadets à l'âge de treize ans et en sortit diplômé en 1863. Il effectua son premier tour du monde à bord de la corvette Varyag (1863-1867) et fut nommé aspirant de marine en 1867. Entre 1869 et 1871, il servit à bord du clipper Yahont, puis de 1872 à 1873 navigua sur le clipper Le Perle et de 1873 à 1875 sur la frégate Le Prince Pojarski. Sur le croiseur L'Afrique, il exerça le commandement de 1880 à 1883 et effectua son second tour du monde. En 1883, il occupa le poste d'agent du ministère de la Marine à l'ambassade russe en France. Promu en 1886, au grade de capitaine (premier rang) il commanda ensuite le croiseur Amiral Kornilov (mis en service août 1889 - mis hors service le 2 mai 1911) et effectua son troisième tour du monde. Promu ensuite contre-amiral, il occupa les fonctions de sous-chef d'état-major général de la marine. En 1891, il accompagna son neveu, le tsarévitch Nicolas (futur Nicolas II de Russie) dans son voyage en Extrême-Orient. De 1895 à 1897, il commanda la Flotte du Pacifique et fut le chef de l'escadre de la mer Noire.
En 1899, Evgueni Ivanovitch Alexeïev fut mis à la tête des troupes navales de la province de Guandong (située au sud de la Mandchourie) et de la Flotte du Pacifique. Il prit part à la répression de la révolte des Boxers en Chine (novembre 1899-1901), ce qui lui valut d'être décoré de l'ordre de l'Aigle blanc avec épée. Il lui fut également remis une épée d'or sertie de diamants et promu adjudant-général.
Le 30 juillet 1903, Nicolas II promut Evgueni Ivanovitch Alexeïev amiral de la Marine impériale de Russie et le nomma vice-roi d'Extrême-Orient. Il défendit les intérêts de son pays, démontrant une certaine hostilité envers le Japon.
Le 28 janvier 1904, le tsar nomma l'amiral Alexeïev commandant en chef de toutes les forces terrestres et navales en Extrême-Orient. Mais de graves dissensions entre le commandant en chef des troupes de Mandchourie l'amiral Alexeïev et le général Kouropatkine, et provoquèrent de graves tensions (le premier penchait pour la planification d'une campagne de défense, le second pour l'attaque). En 1904, il reçut l'Ordre de Saint-Georges (troisième classe).
Après la destruction de la flotte russe à Port-Arthur (28 juillet 1904) et la défaite de la rivière de Shahe (5 octobre au 17 octobre 1904, Nicolas II le destitua de son commandement le 12 octobre 1904 et il fut remplacé par le général Alexeï Nicolaïevitch Kouropatkine.
En juin 1905, l'amiral Alexeïev fut admis au Conseil d'État. En avril 1917, il fut démis de ses fonctions.

### Décès
L'amiral Alexeïev décéda le 27 mai 1917 à Yalta.

## Distinctions
- 1901 : Ordre de l'Aigle blanc (avec épée)
- 1904 : Ordre de Saint-Georges (troisième classe)
- Ordre de Saint-Vladimir (première classe)
- Ordre de Saint-Vladimir (deuxième classe)
- Ordre de Saint-Vladimir (troisième classe)
- Ordre de Saint-Vladimir (quatrième classe)
- Ordre de Saint-Alexandre-Nevski
- Ordre de Sainte-Anne (première classe)
- Ordre de Sainte-Anne (deuxième classe)
- Ordre de Sainte-Anne (troisième classe)
- Ordre de Saint-Stanislas (première classe)
- Ordre de Saint-Stanislas (deuxième classe)
- Ordre de Saint-Stanislas (troisième classe)

## Lieux portant son nom
- Baie Alexeïevna
- Île Alexeïevna

### Source
- Henri Troyat, Nicolas II de Russie